# Pablo Javier Zabaleta Girod
Pablo Javier Zabaleta (nascut a Buenos Aires, Argentina el 16 de gener del 1985) és un futbolista argentí que juga com a defensa al West Ham United. Té la nacionalitat argentina i espanyola.
El juny de 2014 fou un dels 23 seleccionats per Alejandro Sabella per representar l'Argentina a la Copa del Món de Futbol de 2014 al Brasil.
El 26 de maig del 2017 es va confirmar que la temporada 2017-2018 jugarà al West Ham United de la Premier League després de jugar 9 temporades al Manchester City.

## Palmarès
| Títol                              | Club         | País      | Any       |
| ---------------------------------- | ------------ | --------- | --------- |
| Copa Sud-americana                 | Argentina    | Argentina | 2002      |
| Campionat del Món de Futbol sub-20 | Argentina    | Argentina | 2005      |
| Copa del Rei                       | RCD Espanyol | Espanya   | 2005-2006 |
| Copa Catalunya                     | RCD Espanyol | Espanya   | 2005-2006 |
| Subcampió UEFA                     | RCD Espanyol | Espanya   | 2006-2007 |
| Jocs Olímpics d'Estiu de 2008      | Argentina    | Argentina | 2008      |